# 奈格林區
34°29′09″N 7°31′14″E / 34.4857°N 7.5205°E

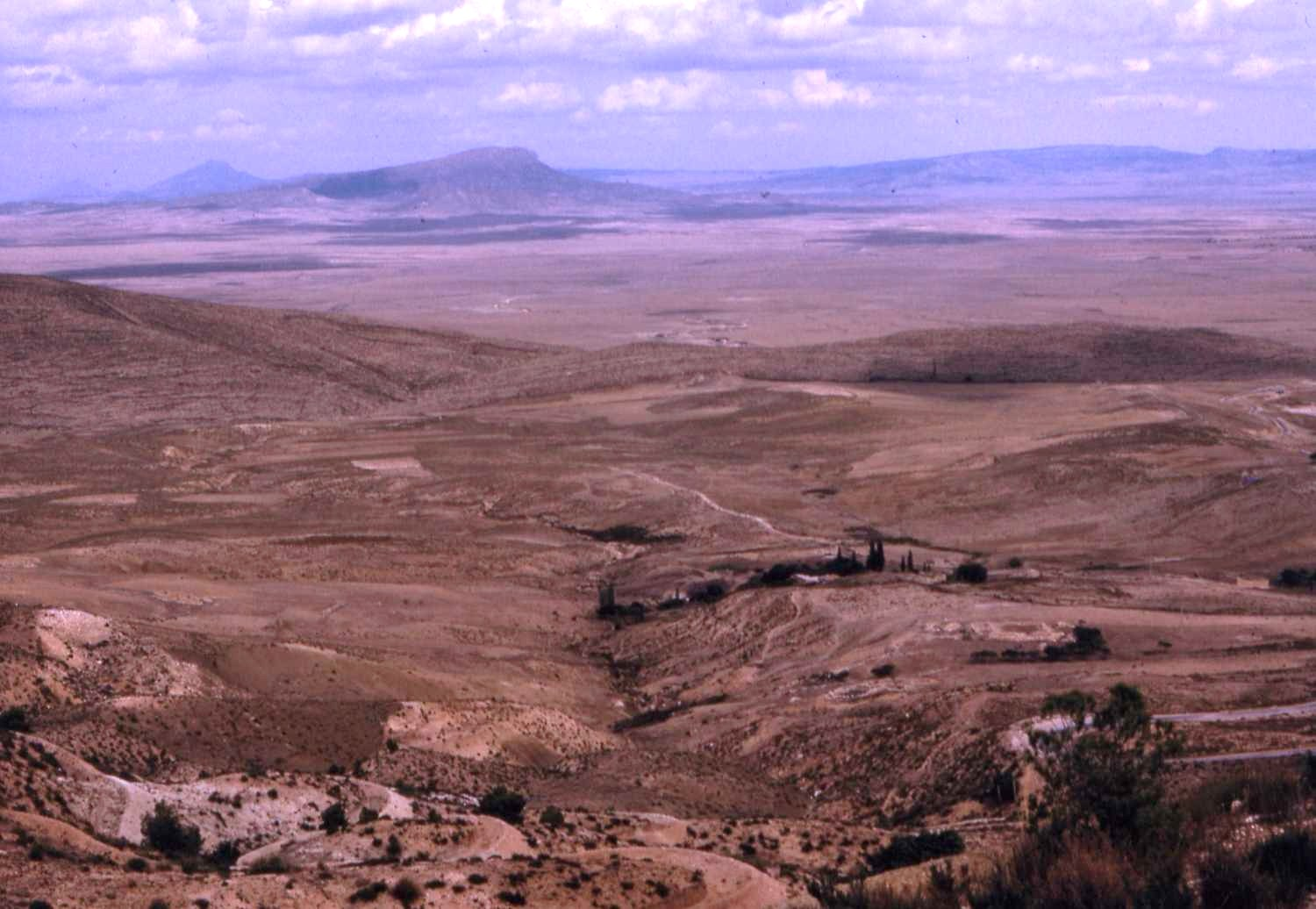

奈格林區（阿拉伯语：‎），是阿爾及利亞的行政區，位於該國東北部，由泰貝薩省負責管轄，首府設於奈格林，面積2,507平方公里，2008年人口14,815，人口密度每平方公里6人。